# Salten-Schlern
Salten-Schlern (italià Salto-Sciliar, ladí Sauté-Sciliër) és un districte de Tirol del Sud que comprèn 13 municipis de la baixa vall de l'Eisack. El seu nom deriva dels dos altiplans de Salten i Schlern. El centre i cap administratiu és Ritten, tot i que no en forma part.

## Municipis
1. Kastelruth - Castelrotto
2. Karneid - Cornedo all'Isarco
3. Völs am Schlern - Fiè allo Sciliar
4. Mölten - Meltina
5. Welschnofen - Nova Levante
6. Deutschnofen - Nova Ponente
7. Urtijëi - St. Ulrich in Gröden - Ortisei
8. Ritten - Renon
9. Sarntal - Sarentino
10. Santa Cristina Gherdëina - St. Christina in Gröden - Santa Cristina Valgardena
11. Sëlva - Wolkenstein in Gröden - Selva di Val Gardena
12. Jenesien - San Genesio Atesino
13. Tiers - Tires